# Zsolt Kerestely
Zsolt Kerestely (n. 12 mai 1934, Șiclod, județul Harghita) este un compozitor și dirijor din România. Este absolvent al Conservatorului Gh. Dima din Cluj (1963) și membru al Uniunii Compozitorilor din 1976. Este căsătorit cu Roxana Aura, cu care are doi copii: Andrei și Melinda.
Printre cele mai cunoscute piese ale sale sunt cele intitulate „Copacul” (interpretată de Aurelian Andreescu), "Lumea de dragoste" (interpretată de Angela Similea) și „Tăcutele iubiri” (Eva Kiss, 1987). În anul 1985 participă la înregistrările albumului „Tainicul vârtej” al formației Florian din Transilvania. Pe 25 mai 2009 este sărbătorit la Sala Palatului în spectacolul O viață pentru muzică. O primă audiție in acel spectacol a fost „El te așteaptă” interpretată de Margareta Pâslaru.

## Discografie
- Melodii de Zsolt Kerestely – Electrecord, 1976
- Mesevilag (Lumea basmelor), melodii în limba maghiară – Electrecord, 1980
- Lumea de dragoste (selecții) – Electrecord, 1990
- Tăcutele iubiri; Genius Trade Enterprise, 1997.
- Buzunare secrete; Producător Intercont Music– George Maracine, 1999, Interpret: Cătălin Crișan
- Râzi copile zi de zi; Producător Eurostar Paul Stinga, 2002, Interpret: Grupul Vocal OrangePlay
- Clipa de muzica; Producător Intercont Music-George Maracine, 2003. Interpret: Grupul Vocal Bimbam, Prof. Cristina Chis
- Miau, miau…sunt o biată pisicuță; Producător Eurostar Paul Stinga, anul 2004. Interpretează: Grupul Vocal Orangeplay.
- Portativul copiilor; Producător EUROSTAR Paul Stinga, Muzica: Zsolt Kerestely/Versuri; Viorela Filip și Marian Stere
- Cântați cu noi, dansați cu noi; Versuri: Viorela Filip Marian Stere, Interpret: Grupul Vocal BIMBAM, Prof.Cristina Chis
- În pași de step - Producător EUROSTAR Paul Stinga, Versuri: Viorela Filip și Marian Stere Interpreta: Alina PAUN

## Premii
- Premiul de excelență – Festivalul Mamaia 2001 pentru întreaga activitate profesională.
- Diploma de excelență acordata de Ministerul culturii și cultelor, 2002.
- Președinția României - Ordinul Meritul cultural în grad de cavaler, 2004, acordat de Președintele României Ion Iliescu.